# Хуан Карлос Арсе (письменник)
Хуа́н-Ка́рлос Арсе (ісп. Juan Carlos Arce; *1958, Альбасете, Іспанія) — іспанський письменник, романіст і драматург.
Народився у Альбасете (Іспанія). Працював правником у Мадриді (колишній адвокат Генеральної Правничої Ради).
Письменник неодноразово виступав з лекціями про літературу, читав свої твори у Альбасете та інших місцях.
Х.-К. Арсе здобув премію за роман «Кольори війни» та премію театрального університету за «Для продовження спалених питань».

## Твори
- Мелібеа не хоче бути жінкою
- Для продовження спалених питань
- Циліндричний капелюх на дюнах
- Портрет білий
- Друге життя синьйори Хуани Теноріо
- Математик короля
- Половина жінки
- Кольори війни
- Край світу
- Подих фантома
- Ніч гола